# Vaga (motorfiets)
Vaga is een historisch merk van motorfietsen.
De bedrijfsnaam was: Mario Vaga, later Soc. Italiana Motocicli-Auto, Milano.
Vaga was een Italiaans merk dat in 1925 begon met de productie van 124cc-tweetakten 175cc-machines met JAP- en Blackburne-kopklepmotoren en CF-OHC-motoren. Later kwamen er ook modellen met Sturmey-Archer motoren tot 348 cc. In 1935 werd de productie beëindigd.
Vanaf 1935 moet het bijna onmogelijk zijn geweest om de productie met de bestaande inbouwmotoren gaande te houden. Door de Tweede Italiaans-Ethiopische Oorlog bekoelden de relaties met het Verenigd Koninkrijk en toeleverancier Blackburne was overgenomen door OEC, dat als leverancier voor het Britse War Office waarschijnlijk niet meer aan Italiaanse merken leverde. CF, de Italiaanse leverancier van inbouwmotoren, staakte de productie in 1936.